# Vâlcelele (Buzău)
Vâlcelele is een Roemeense gemeente in het district Buzău.
Vâlcelele telt 1627 inwoners.